# 原理講論
『原理講論』（朝: 원리강론）は世界平和統一家庭連合（旧統一教会）の教理である「統一原理」の解説書。1966年5月1日刊行。日本語訳版は1967年に刊行された。

## 概要
『原理解説』という名前で文鮮明によって1957年に書かれたものが大元である。これをもとに、協会長の劉孝元を中心に安昌成、柳光烈、チャン・ヨンチャンなどが参加し、『原理講論』という題で1966年5月1日に聖火社から刊行された。
執筆者の名義は劉孝元であるが、その内容は文鮮明師が教示した「新しい真理」の一部であるとの記載がある。総序につづき前編は7章、後編は緒論および6章から成り、論文形式となっている。
1967年10月2日に日本語版が光言社から刊行された。
1978年5月8日付の「赤旗」は、『原理講論』の日本語訳版が原本と比べ、40数か所、3800字あまりも削除・改ざんされている事実を明らかにした。同年5月12日、衆議院決算委員会でこのことは問題として取り上げられた。安藤巌は原本にある「（日本は）サタン側の国である」「韓国は男性の国だ、日本は女性・産業の国だ。婚姻の成約ができれば、女性から男性に対して結納品を納めるべきだ。だから、日本が産業経済を男性である韓国に結納として納めるべきだ」「あらゆる民族の言語が、一つに統一されなければならない」「イエスが韓国に再臨されることが事実であるならば、」「韓国語はまさに祖国語となるであろう」などの記述が、意図的に隠されていると指摘した。『前衛』同年7月号は、原本と日本語版の相違部分の対照資料を掲載した。

## 本文の内容

### 主張
本書の主張は、「神は人間を子として創造したが、堕落によってサタンの血統下におかれようになった（原罪）ため、様々な問題を孕んだ社会を形成するようになった（地上地獄）。したがって人間が本来の幸福を取り戻すためには真の父母として来られるメシヤにより重生されることにより原罪を清算し、メシヤと共にさらに成長し、地上天国を復帰しなければならない。」という点に集約される。
- 神と人間は親子関係である（前編第一章　創造原理）
- 人間は地上生活を経たあとは霊界で永生するように創造された。
- 不幸となった子供たち（人間）ゆえに、神は栄光の中ではなく、悲しみと苦しみの中にある
- 堕落は最初の男性と女性が神の意にそぐわない性的関係を築いたことによりサタンの血統、すなわちサタンの主管下におかれるようになったことである。（前編第二章　堕落論）
- イエスキリストは十字架で殺害されることが本来の使命ではなかったが、洗礼ヨハネら摂理担当者の責任が完遂されないためやむなく自ら十字架にかかり、霊的復活なさることにより霊的救いの道のみを開かれた。ゆえに本来の完全な救いの道を成就するため再臨を約束された。（前編第四章　メシアの降臨とその再臨の目的）
- キリストが再臨する国は韓国である。（後編第六章　再臨論）

### 構成
本書は総序のほか前編・後編の二部で構成される。
【総序】論文でいう「背景・目的」に該当する導入部である。人生と宇宙の根本問題について提起され、それらの問題を解決するためには「新しい真理」が必要であり、既にその真理が文鮮明師によって解明され、本書に記載されていることが示されている。
【前編】
１．創造原理　神の二性性相と被造世界、万有原力と授受作用および四位基台、創造目的、創造本然の価値、被造世界の創造過程とその成長期間、人間を中心とする無形実体世界と有形実体世界。
２．堕落論　罪の根、堕落の動機と経路、愛の力と原理の力および信仰のための戒め、人間堕落の結果、自由と堕落、神が人間始祖の堕落行為を干渉したまわなかった理由
３．人類歴史の終末論　神の創造目的完成と人間の堕落、救いの摂理、終末、終末と現世、終末と新しいみ言と我々の姿勢
４．メシヤの降臨とその再臨の目的　十字架による救いの摂理、エリヤの再臨と洗礼ヨハネ
５．復活論　復活、復活摂理、再臨復活による宗教統一
６．予定論　み旨に対する予定、み旨成就に対する予定、人間に対する予定、予定説の根拠となる聖句の解明
７．キリスト論　創造目的を完成した人間の価値、創造目的を完成した人間とイエス、堕落人間とイエス、重生論と三位一体論
【後編】
緒論
１．復帰基台摂理時代
２．モーセとイエスを中心とする復帰節理
３．摂理歴史の各時代とその年数の形成
４．摂理的同時性から見た復帰摂理時代と復帰摂理延長時代
５．メシヤ再降臨準備時代
６．再臨論